# Универсальный банк сбережений
«Универса́льный ба́нк сбереже́ний» — российский коммерческий банк, существовавший с 2002 по 2008 год.
Полное наименование: ООО «Коммерческий Банк «Универсальный Банк Сбережений».

## История
На 1 апреля 2003 года «Универсальный банк сбережений» обладал чистыми активами в размере 32,5 млн рублей и капиталом в размере 29,4 млн. рублей.
Юридический адрес банка на 1 апреля 2005 года: 115093, г. Москва, Партийный пер., д. 1, стр. 11.
В сентябре 2005 года отмечалось, что «Универсальный банк сбережений» имеет уставной капитал в размере 29 млн. рублей, что он не имеет лицензии на право работы с частными вкладами и не входит в систему страхования вкладов.
На 1 апреля 2008 года (перед закрытием) объём активов «Универсального банка сбережений» составлял 1,46 млрд. руб..

## Владельцы
По данным ЕГРЮЛ, одним из основателей банка в 2002 году с долей 20% было ООО «Травиата», которое наполовину принадлежало своему гендиректору Геннадию Плаксину. Однако в июле 2008 года отмечалось, что ООО «Травиата», принадлежит лишь 3,1% «Универсального банка сбережений». Плаксину, по данным ЕГРЮЛ, также принадлежит компания «Инстар», которая в 2007 году отсудила 7,6 млрд. руб. у ООО «Рилэнд».
Остальными сооснователями «Универсального банка сбережений» называют 10 ООО с примерно равными долями. Андрей Чуверин, Сергей Поповкин и Юрий Марков через цепочку ООО участвовали в создании банка и вплоть до 2008 года контролировали там миноритарные доли.
В 2004 году основным (или даже единственным) владельцем банка стал Дмитрий Клюев. В 2005 году на допросах по делу Михайловского ГОКа он признавался:

«Данный банк фактически принадлежал мне и был мною куплен в октябре 2004 года у прежних владельцев путём переоформления долей учредителей банка на подконтрольные мне фирмы, номинальными директорами и учредителями которых являлись друзья Сергея Орлова, с которым я знаком на протяжении уже нескольких лет. Совет директоров банка также был номинальным органом и состоял из тех же друзей Орлова»— Новая Газета
Также Клюев утверждал, что продал банк ещё до того, как начались операции с возмещением налогов своему знакомому Семену Коробейникову. В 2008 году Семён Коробейников скончался, выпав из окна недостроенного дома.

## Руководство банка

### Председатели правления
Как минимум с конца 2004 года председателем правления банка числился Игорь Жлобицкий, задержанный 4 марта 2005 года.
В 2012 году «Новая газета» заявила, что Шамиль Мутаев одно время был руководителем банка.

### Председатели совета директоров
В июле 2008 года отмечалось, что ранее Геннадий Плаксин был председателем совета директоров банка, но в настоящее время им не является.

### Прочие
С 2004 года начальником отдела финансового контроля банка работала Ольга Хасанова, впоследствии перешедшая на работу в Бенифит-банк.

## Филиалы и подразделения
У банка был один филиал в г. Махачкала (Дагестан), руководителем которого указан Магомед Аликбеков.

## Дело Михайловского ГОКа
В конце 2004 года Алишер Усманов и Василий Анисимов достигли принципиальной договоренности о покупке 97% акций Михайловского ГОКа у его хозяина Бидзины Иванишвили. Однако выяснилось, что 28 декабря 2004 года в арбитражный суд Ростовской области поступил иск от компании Colchecter Group Trading Corp., зарегистрированной на Багамских островах, которая заявила свои права на акции Михайловского ГОКа. Представители компании предъявили суду документы, из которых следовало, что Colchecter Group Trading Corp. уже заключила договор о покупке 97% акций Михайловского ГОКа за 3,1 млн руб. (чуть более $100 тыс.). В этой ситуации истцы потребовали наложить арест на спорные акции комбината, и суд с ними согласился.
В ответ Усманов и Анисимов направили в Моспрокуратуру заявление, в котором попросили «разобраться с мошенническими действиями руководства Colchecter Group Trading Corp.». Уже 19 января 2005 года было возбуждено уголовное дело по статье 30 и статье 159 части 4 УК РФ («Приготовление к мошенничеству»). Следствие по делу вели старший следователь главного следственного управления (ГСУ) ГУВД Москвы Антон Голышев и Павел Карпов. В свою очередь, арбитражный суд Ростовской области по ходатайству держателя акций Михайловского ГОКа — ЗАО «ИНГ Банк Евразия» — снял арест с акций.
Следствие по делу пришло к выводам, что данная акция была организована бывшим на тот момент владельцем «Универсальный Банк Сбережений» Дмитрием Клюевым при пособничестве председателем правления банка Игоря Жлобицкого и главбуха банка Анны Стегановой с помощью исполнителей Печкина и Воронкова. В частности, Жлобицкий выдал ростовской фирме «Террасофт» (ложному бенефициару) гарантию об исполнении принципалом — багамской Colchester Group Trading — «обязательств по уплате бенефициару убытков в связи с принятием арбитражным судом обеспечительных мер на сумму до 3,1 млн руб.».
Изначально следователи инкриминировали всем обвиняемым покушение на хищение путём мошенничества 97 % акций Михайловского ГОКа, однако в 2006 году обвинение было переквалифицировано на менее тяжкую 165-ю статью УК, предусматривающую лишение свободы до трех лет. В июле 2006 года Пресненский райсуд Москвы вынес приговор пяти обвиняемым (при этом в решении отмечалось, что осуждённые действовали совместно с «лицом, уголовное дело в отношении которого выделено в отдельное производство», имея  в виду тогдашнего главу инвестиционной компании «Ренессанс Капитал» Олега Киселева, находящегося в международном розыске).
Дмитрий Клюев получил по этому делу три года условно с испытательным сроком два года. Главбух банка Алевтина Стеганова — два года условно с испытательным сроком один год. К самому строгому наказанию — одному году и восьми месяцам колонии-поселения — был осужден биолог Олег Печкин, так как он, согласно приговору, подавал в арбитражный суд поддельные документы по чужому паспорту. Юрист «Росэлтранса» Олег Воронков будет находиться в колонии-поселении на один месяц меньше (оба они были признаны виновными не только в причинении имущественного ущерба, но и в подделке документов). К полутора годам колонии-поселения был осуждён Жлобицкий, год и четыре месяца из которых он уже отсидел в СИЗО.

## Дело о похищении налогов Rengaz Holdings Limited
В декабре 2006 года из бюджета РФ были похищены около трёх млрд. руб. налогов, якобы излишне уплаченных компаниями, ранее принадлежавшими ООО «Ренгаз». Механизм возврата налогов был точно таким же, как и годом позже в «деле Hermitage», деньги были переведены на счета Универсального Банка Сбережений.

## Дело о похищении налогов Hermitage Capital Management
17 декабря 2007 года ООО «Рилэнд» и ООО «Махаон» открыли счета в Универсальном банке сбережений.
Как следует из бухгалтерской отчётности банка за 1 января 2008 года (101-я форма на сайте ЦБ), после открытия в нём счетов «Рилэнда» и «Махаона» объём средств небанковских организаций в банке резко вырос — на 2,4 млрд руб. (до 2,8 млрд руб.). Эта сумма схожа с налогом на прибыль, уплаченным в 2006 году «Рилендом» и «Махаоном» (2,2 млрд руб.). По данным «СПАРК-Интерфакс», в 2006 году «Риленд» заплатила налог на прибыль 373 млн руб., «Махаон» — 1,8 млрд руб.
Представитель Hermitage утверждал, что ему «удалось случайно узнать» содержание 157-й формы отчётности Универсального Банка Сбережений на 1 января 2008 года (эту отчётность Центробанк не раскрывает). Из неё следует, что крупнейшими вкладчиками банка были «Махаон» c 373 млн руб. и «Рилэнд» c 1,8 млрд руб.
Через два месяца, 1 марта 2008 года, объём средств на счетах компаний Универсального Банка Сбережений сократился до 1,1 млрд руб.

## Дело о похищении налогов компании «Торговый дом «Аркадия»
В 2007 году из бюджета РФ были похищены около 400 млн. руб. налогов, якобы излишне уплаченных компаниями, ранее принадлежавшими «Торговый дом «Аркадия».

## Дело о похищении налогов компании «ТехПром»
В сентябре 2011 года юридическая компания Brown Rudnick, действующая в интересах инвестфонда Hermitage Capital, обратилась к Следственному комитету с просьбой возбудить уголовное дело в связи с хищением порядка 1,22 млрд рублей бюджетных средств. Заявитель утверждает, что в 2007—2008 годах произошло хищение путём незаконного возврата компании «ТехПром» налога на добавленную стоимость. Фонд считает, что к хищению могут быть причастны сотрудники ИФНС № 28 по Москве, в частности бывший руководитель инспекции Ольга Степанова, и владелец КБ «Универсальный Банк Сбережений» Дмитрий Клюев.

## Прекращение деятельности
Лицензия банка аннулирована 25 июня 2008 года в связи с решением участников банка о его добровольной ликвидации.